# Gustavo L. Talamantes
Gustavo Lorenzo Talamantes Esparza (Hacienda Roncesvalles, Matamoros, Chihuahua; 10 de agosto de 1891 — Aguascalientes, Aguascalientes; 22 de noviembre de 1958) fue un político mexicano miembro del Partido Revolucionario Institucional, que fue gobernador del estado de Chihuahua de 1936 a 1940 y destacó como uno de los líderes del cardenismo en el estado de Chihuahua.

## Biografía
Talamantes nació el 10 de agosto de 1891 en la Hacienda de Roncesvalles en el Municipio de Matamoros al sur del estado, realizó sus estudios básicos en Hidalgo del Parral y se graduó como Ingeniero Agrónomo por la Escuela Particular de Agricultura en Ciudad Juárez. 

### Carrera política
Talamantes inició su carrera política al ser elegido en 1916 presidente municipal de Jiménez para concluir en 1918. Posteriormente, en 1920 fue designado por el gobernador Ignacio C. Enríquez presidente de la Comisión Agraria del Estado de Chihuahua, siendo quien llevó a cabo las primeras dotaciones de ejidos en el estado para posteriormente, en 1924, pasar a formar parte de la Comisión Nacional Agraria, durando seis años en dicha comisión.
En 1930, se integró a la Comisión de Hacienda del gobierno federal y en 1932 fue elegido Senador por Chihuahua para el periodo comprendido entre 1932 y 1936. A la par de su encargo como senador, Talamantes fue secretario de Acción Obrera del Partido Nacional Revolucionario y dirigente del Comité Directivo Regional del mismo partido en su estado durante un breve periodo en 1932.
En 1936, fue elegido gobernador de Chihuahua para el periodo comprendido entre 1936 y 1940. Durante su periodo como gobernador se pavimentó la carretera que comunica a la ciudad de Chihuahua con Ciudad Juárez.
Durante los últimos meses como gobernador del estado, Talamantes protagonizó una lucha política dentro del Partido de la Revolución Mexicana, luego de que este impulsara como candidato a sucederlo al jefe de la policía local, Alfredo Chávez Amparán, mientras que el partido y su presidente nacional, Heriberto Jara promovían al funcionario federal, Fernando Foglio Miramontes hecho que le significó a Talamantes su expulsión del partido, toda vez que decidió apoyar la candidatura independiente de Chávez para la gubernatura.
Luego de la definición de esta crisis política y la asunción de Chávez Amparán en la gubernatura, Talamantes cambió su residencia a la ciudad de Aguascalientes en donde laboró en el periodismo, llegando a ser director del diario El Sol del Centro de la Cadena Periodística García Valseca entre 1949 y 1953, ahí mismo destacó como empresario local. Durante ese tiempo también fungió como inspector general de la Secretaría de Agricultura en dicho estado.
Talamantes falleció a causa de un ataque cardiaco el 22 de noviembre de 1958 en la ciudad de Aguascalientes.